# St. Leonharder Straße
Die St. Leonharder Straße (B 215) ist eine Landesstraße in Österreich. Sie führt auf 17 km durch das Mostviertel südlich von Melk. Die Straße führt von Mank zunächst zur namensgebenden Gemeinde Sankt Leonhard am Forst, bevor sie an der Melk entlangführt und an der Wiener Straße (B 1) endet.

## Geschichte

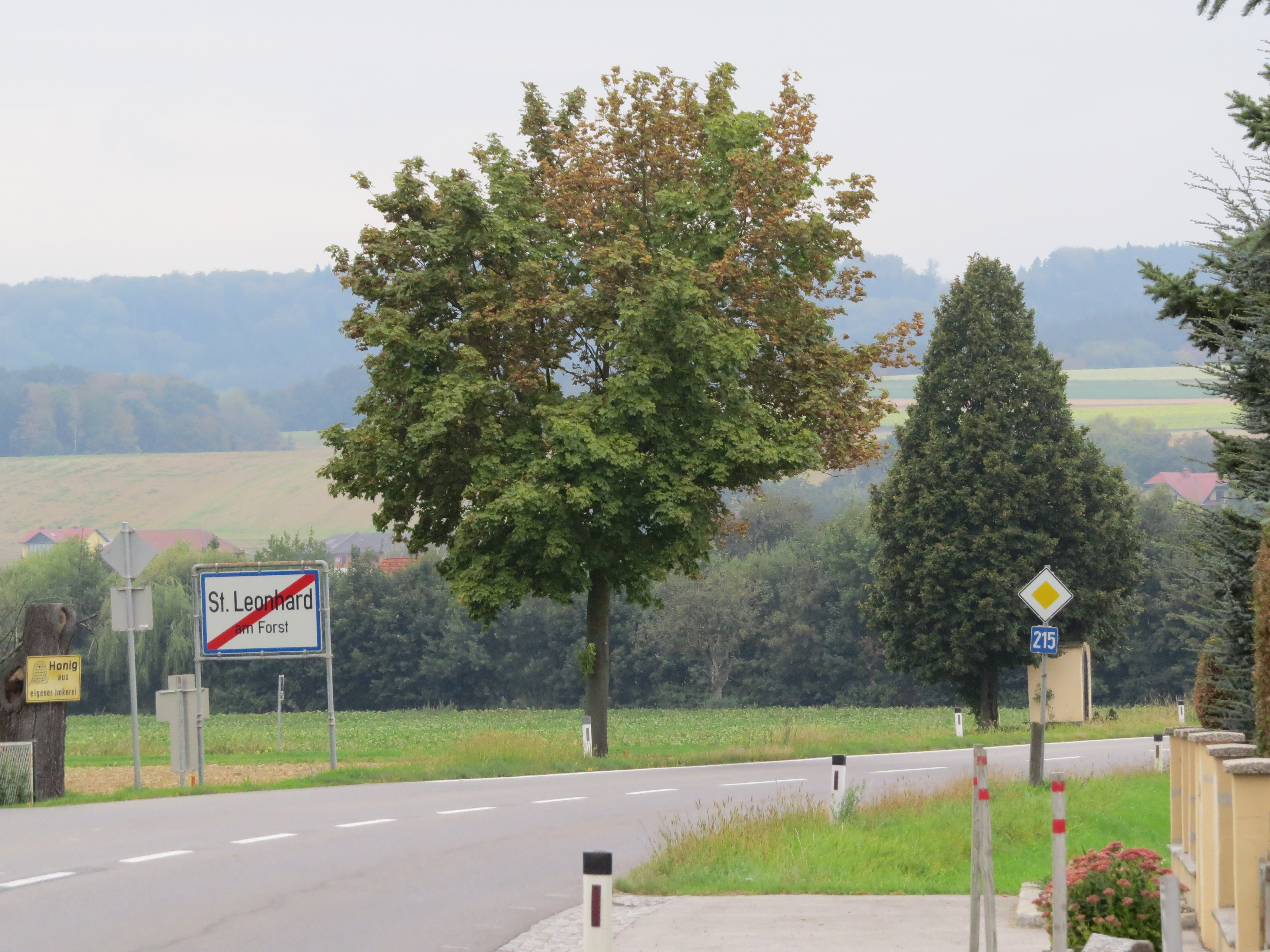
St. Leonharder Straße (B 215) in St. Leonhard am Forst (September 2018)

Die Manker Straße führte ursprünglich von Spratzern über Mank, Sankt Leonhard am Forst nach Matzleinsdorf an der B 1 und gehörte seit dem 1. April 1959 zum Netz der Bundesstraßen in Österreich. Als die Manker Straße am 1. Jänner 1972 bis Scheibbs verlängert wurde, wurde deren ehemaliger westlicher Streckenabschnitt in St. Leonharder Straße umbenannt.